# Dunkavlen
Dunkavlen är ett skär i Åland (Finland). Det ligger i Skärgårdshavet och i kommunen Kumlinge i landskapet Åland, i den sydvästra delen av landet. Ön ligger omkring 50 kilometer nordöst om Mariehamn och omkring 240 kilometer väster om Helsingfors.
Öns area är 0,7 hektar och dess största längd är 130 meter i nord-sydlig riktning. Runt Dunkavlen är det mycket glesbefolkat, med 5 invånare per kvadratkilometer.. Närmaste större samhälle är Kumlinge, 14,1 km sydost om Dunkavlen.